# Première Nation de Bloodvein
Pour les articles homonymes, voir Bloodvein.

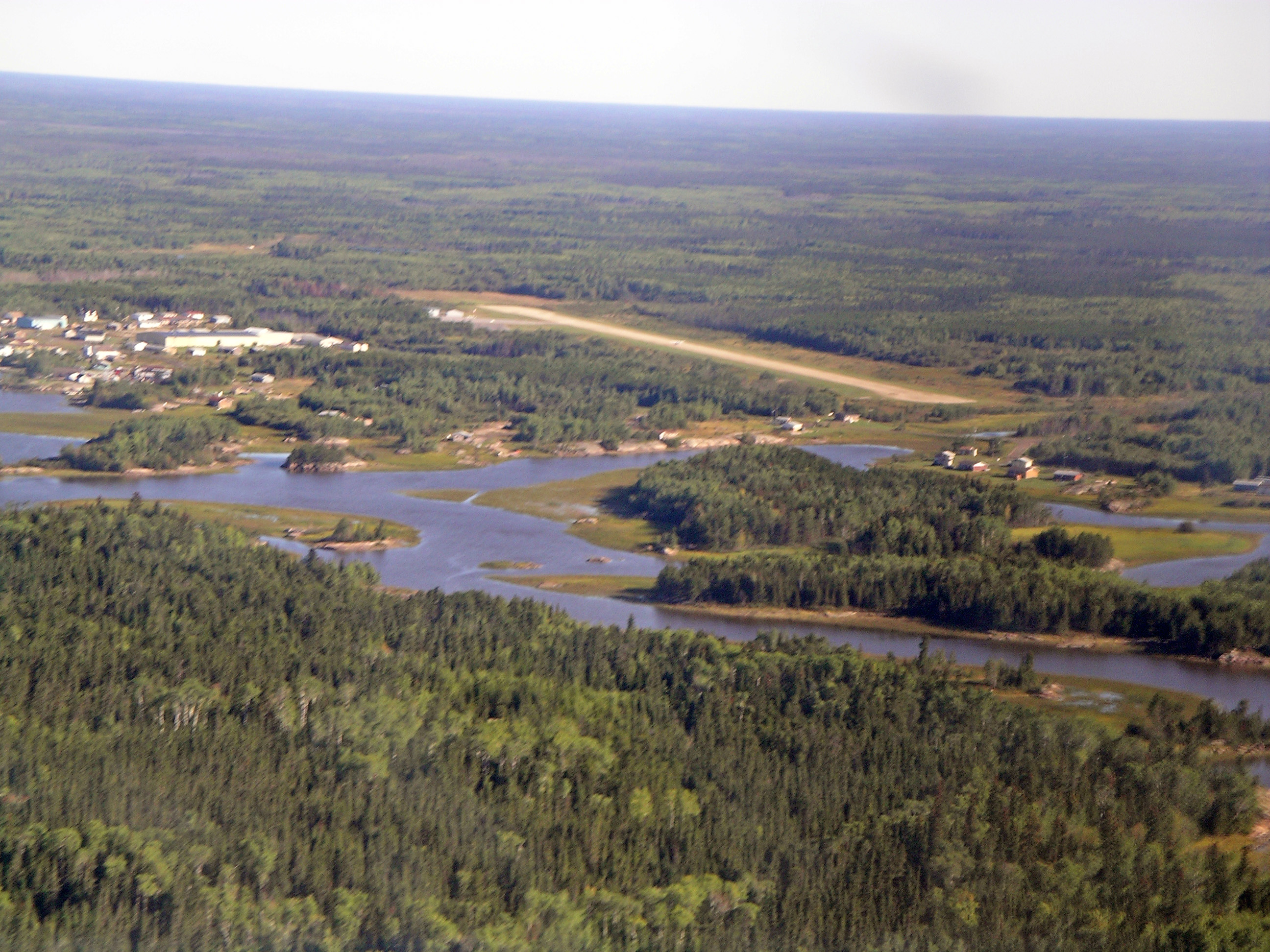
Vue aérienne de Bloodvein 12

La Première Nation de Bloodvein est une bande indienne du Manitoba au Canada. Elle possède une réserve, Bloodvein 12, d'une superficie de 3 885 acres située à l'est du lac Winnipeg le long de la rivière Bloodvein. En mars 2013, la Première Nation de Bloodvein avait une population totale enregistrée de 1 673 membres dont 1 042 vivaient sur la réserve. La principale langue de la Première Nation est l'ojibwé. Elle est signataire du Traité 5.

## Géographie
La Première Nation de Bloodvein possède une réserve nommée Bloodvein 12. Celle-ci couvre une superficie de 3 885 acres et est située à l'est du lac Winnipeg le long de la rivière Bloodvein.

## Annexe